# Зангези
Зангези — футуристическая поэма (сверхповесть) русского поэта Велимира Хлебникова.

## История написания
Имя главного героя повести происходит от калмыцкого слова «вестник» (зәңгч). В черновике Велимира Хлебникова (который он иронически называл на немецкий манер Großbuch) у имени Зангези были разные варианты: Зенгези, Мангези, Чангези, Чангили. Некоторые критики говорили, что название Зангези ассоциируется со знаменитыми реками Ганг и Замбези:

Имени Зангези сопутствовали вар. Зенгези, Мангези, Чангези, Чангили («Гроссбух»). Это «говорящее» имя-символ, принципиальное для героя (образ которого сливается с образом автора), контаминирует назв. рек — Ганга и Замбези как символы Евразии и Африки.
Замысел повести у Хлебникова возник ещё в 1909 году: в это время он написал в письме Василию Каменскому о желании создать произведение, в котором «каждая глава не должна походить на другую», в нём он хочет «с щедростью нищего бросить на палитру все свои краски и открытия».
«Зангези» вышла отдельной книгой в июле 1922 года, автор не дожил до издания нескольких недель. Тираж не был оплачен, и типография собиралась пустить его на макулатуру. Книгу спасло вмешательство Анатолия Луначарского.